# Lekkoatletyka na Letnich Igrzyskach Olimpijskich 1980 – bieg na 200 m mężczyzn
Bieg na 200 metrów mężczyzn podczas XXII Letnich Igrzysk Olimpijskich w Moskwie rozegrano 27 (eliminacje i ćwierćfinały) i 28 lipca 1980 (półfinały i finał) na Stadionie Łużniki. Zwycięzcą został reprezentant Włoch Pietro Mennea.

## Rekordy

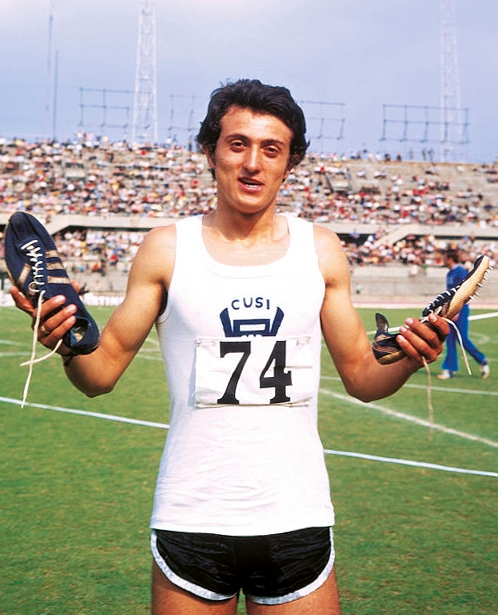
Pietro Mennea

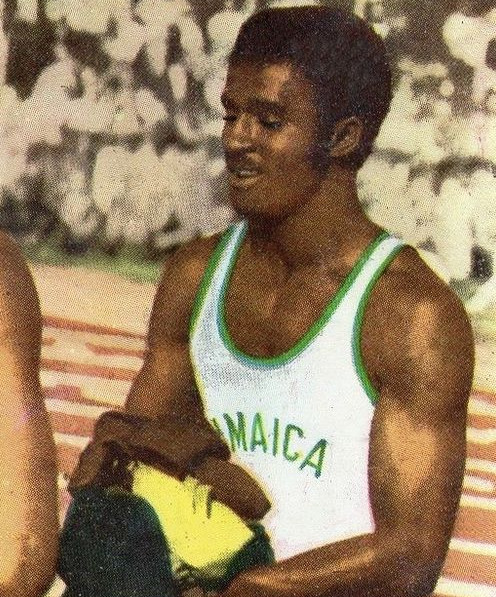
Don Quarrie

|                   | Zawodnik      | Narodowość        | Czas  | Data                      | Miejsce |
| ----------------- | ------------- | ----------------- | ----- | ------------------------- | ------- |
| Rekord świata     | Pietro Mennea | Włochy            | 19,72 | 12 września 1979(dts)     | Meksyk  |
| Rekord olimpijski | Tommie Smith  | Stany Zjednoczone | 19,83 | 16 października 1968(dts) | Meksyk  |

## Wyniki
| Poz. - pozycja |
| – rekord świata \| – rekord krajowy \| – rekord życiowy \| = – wyrównany rekord życiowy \| · – najlepszy wynik w sezonie \| = – wyrównany najlepszy wynik w sezonie \| – rekord olimpijski |
| Fn – falstart \| DNF – nie ukończył \| DNS – nie wystartował \| DSQ – zdyskwalifikowany |

### Eliminacje
Rozegrano dziewięć biegów eliminacyjnych. Do ćwierćfinałów awansowało po trzech najlepszych zawodników z każdego biegu oraz pięciu z najlepszymi czasami spośród pozostałych.

#### Bieg 1
Wiatr: +0,98 m/s
| Poz. | Zawodnik             | Narodowość      | Rezultat | Uwagi |
| ---- | -------------------- | --------------- | -------- | ----- |
| 1    | Cameron Sharp        | Wielka Brytania | 21,51    | Q     |
| 2    | Tomás González       | Kuba            | 21,64    | Q     |
| 3    | Paweł Pawłow         | Bułgaria        | 21,78    | Q     |
| 4    | Nikolaos Angelopulos | Grecja          | 21,98    |       |
| 5    | Grégoire Illorson    | Kamerun         | 22,21    |       |
| 6    | Rubén Inácio         | Angola          | 22,52    |       |
| 7    | Casimir Pereira      | Seszele         | 22,59    |       |

#### Bieg 2
Wiatr: +1,58 m/s
| Poz. | Zawodnik               | Narodowość      | Rezultat | Uwagi |
| ---- | ---------------------- | --------------- | -------- | ----- |
| 1    | Pietro Mennea          | Włochy          | 21,26    | Q     |
| 2    | Ferenc Kiss            | Węgry           | 21,34    | Q     |
| 3    | Olaf Prenzler          | NRD             | 21,35    | Q     |
| 4    | Mike McFarlane         | Wielka Brytania | 21,43    | q     |
| 5    | Nabil Nahri            | Syria           | 22,14    |       |
| 6    | Ahmed Mohamed Sallouma | Libia           | 22,88    |       |
| –    | Abdul Majeed Al-Mosawi | Kuwejt          | DNS      |       |

#### Bieg 3
Wiatr: −0,01 m/s
| Poz. | Zawodnik              | Narodowość | Rezultat | Uwagi |
| ---- | --------------------- | ---------- | -------- | ----- |
| 1    | Don Quarrie           | Jamajka    | 20,87    | Q     |
| 2    | Joseph Arame          | Francja    | 21,24    | Q     |
| 3    | Peter Okodogbe        | Nigeria    | 21,42    | Q     |
| 4    | Altevir de Araújo     | Brazylia   | 21,49    | q     |
| 5    | Cheikh Touradou Diouf | Senegal    | 21,89    |       |
| 6    | Henk Brouwer          | Holandia   | 21,96    |       |
| 7    | Paul Haba             | Gwinea     | 22,70    |       |

#### Bieg 4
Wiatr: +1,07 m/s
| Poz. | Zawodnik             | Narodowość | Rezultat | Uwagi |
| ---- | -------------------- | ---------- | -------- | ----- |
| 1    | Marian Woronin       | Polska     | 21,63    | Q     |
| 2    | István Nagy          | Węgry      | 21,80    | Q     |
| 3    | Gerardo Suero        | Dominikana | 22,16    | Q     |
| –    | Aleksandr Stasiewicz | ZSRR       | DNF      |       |
| –    | Théophile Nkounkou   | Kongo      | DNS      |       |
| –    | Emmanuel Bitanga     | Kamerun    | DNS      |       |
| –    | José Luis Elias      | Peru       | DNS      |       |

#### Bieg 5
Wiatr: +2,20 m/s
| Poz. | Zawodnik       | Narodowość   | Rezultat | Uwagi |
| ---- | -------------- | ------------ | -------- | ----- |
| 1    | Colin Bradford | Jamajka      | 21,17    | Q     |
| 2    | Leszek Dunecki | Polska       | 21,30    | Q     |
| 3    | Petyr Petrow   | Bułgaria     | 21,59    | Q     |
| 4    | David Lukuba   | Tanzania     | 21,76    |       |
| 5    | Pascal Aho     | Benin        | 22,09    |       |
| 6    | Roland Dagher  | Liban        | 22,27    |       |
| 7    | Walter During  | Sierra Leone | 23,12    |       |

#### Bieg 6
Wiatr: +0,93 m/s
| Poz. | Zawodnik            | Narodowość        | Rezultat | Uwagi |
| ---- | ------------------- | ----------------- | -------- | ----- |
| 1    | Andrew Bruce        | Trynidad i Tobago | 21,36    | Q     |
| 2    | Allan Wells         | Wielka Brytania   | 21,57    | Q     |
| 3    | Aleksandar Popović  | Jugosławia        | 21,65    | Q     |
| 4    | Hammed Adio         | Nigeria           | 21,79    |       |
| 5    | Perumal Subramanian | Indie             | 22,39    |       |
| 6    | Rudolph George      | Sierra Leone      | 23,20    |       |
| –    | Władimir Murawjow   | ZSRR              | DNS      |       |

#### Bieg 7
Wiatr: +1,45 m/s
| Poz. | Zawodnik         | Narodowość     | Rezultat | Uwagi |
| ---- | ---------------- | -------------- | -------- | ----- |
| 1    | James Gilkes     | Gujana         | 21,07    | Q     |
| 2    | František Břečka | Czechosłowacja | 21,49    | Q     |
| 3    | Bernhard Hoff    | NRD            | 21,53    | Q     |
| 4    | Boubacar Diallo  | Senegal        | 21,56    | q     |
| 5    | Joseph Letseka   | Lesotho        | 22,31    |       |
| 6    | Lucien Josiah    | Botswana       | 22,45    |       |
| –    | Constantino Reis | Mozambik       | DNF      |       |

#### Bieg 8
Wiatr: +0,96 m/s
| Poz. | Zawodnik         | Narodowość        | Rezultat | Uwagi |
| ---- | ---------------- | ----------------- | -------- | ----- |
| 1    | Osvaldo Lara     | Kuba              | 21,06    | Q     |
| 2    | Chris Brathwaite | Trynidad i Tobago | 21,13    | Q     |
| 3    | Nikołaj Sidorow  | ZSRR              | 21,15    | Q     |
| 4    | Władimir Iwanow  | Bułgaria          | 21,28    | q     |
| 5    | Alston Muziyo    | Zambia            | 22,47    |       |
| 6    | Besha Tuffa      | Etiopia           | 23,18    |       |
| –    | Pascal Barré     | Francja           | DNS      |       |

#### Bieg 9
Wiatr: +0,04 m/s
| Poz. | Zawodnik              | Narodowość   | Rezultat | Uwagi |
| ---- | --------------------- | ------------ | -------- | ----- |
| 1    | Silvio Leonard        | Kuba         | 20,95    | Q     |
| 2    | Bernard Petitbois     | Francja      | 21,18    | Q     |
| 3    | Paulo Roberto Correia | Brazylia     | 21,27    | Q     |
| 4    | Zenon Licznerski      | Polska       | 21,36    | q     |
| 5    | Mwalimu Ally          | Tanzania     | 21,83    |       |
| 6    | Sheku Boima           | Sierra Leone | 22,93    |       |
| 7    | Sitthixay Sacpraseuth | Laos         | 24,28    |       |

### Ćwierćfinały
Rozegrano cztery biegi ćwierćfinałowe. Do półfinałów awansowało po czterech najlepszych zawodników z każdego biegu.

#### Bieg 1
Wiatr: +1,08 m/s
| Poz. | Zawodnik           | Narodowość      | Rezultat | Uwagi |
| ---- | ------------------ | --------------- | -------- | ----- |
| 1    | Don Quarrie        | Jamajka         | 20,89    | Q     |
| 2    | Marian Woronin     | Polska          | 20,97    | Q     |
| 3    | Osvaldo Lara       | Kuba            | 21,01    | Q     |
| 4    | Ferenc Kiss        | Węgry           | 21,24    | Q     |
| 5    | Bernard Petitbois  | Francja         | 21,32    |       |
| 6    | Mike McFarlane     | Wielka Brytania | 21,33    |       |
| 7    | Aleksandar Popović | Jugosławia      | 21,66    |       |
| 8    | Petyr Petrow       | Bułgaria        | 21,89    |       |

#### Bieg 2
Wiatr: +0,31 m/s
| Poz. | Zawodnik         | Narodowość      | Rezultat | Uwagi |
| ---- | ---------------- | --------------- | -------- | ----- |
| 1    | Silvio Leonard   | Kuba            | 20,93    | Q     |
| 2    | Joseph Arame     | Francja         | 20,95    | Q     |
| 3    | Bernhard Hoff    | NRD             | 20,96    | Q     |
| 4    | Cameron Sharp    | Wielka Brytania | 21,16    | Q     |
| 5    | Zenon Licznerski | Polska          | 21,22    |       |
| 6    | István Nagy      | Węgry           | 21,38    |       |
| 7    | František Břečka | Czechosłowacja  | 21,47    |       |
| 8    | Gerardo Suero    | Dominikana      | 21,45    |       |

#### Bieg 3
Wiatr: +0,68 m/s
| Poz. | Zawodnik          | Narodowość        | Rezultat | Uwagi |
| ---- | ----------------- | ----------------- | -------- | ----- |
| 1    | Allan Wells       | Wielka Brytania   | 20,59    | Q     |
| 2    | James Gilkes      | Gujana            | 20,83    | Q     |
| 3    | Peter Okodogbe    | Nigeria           | 20,89    | Q     |
| 4    | Olaf Prenzler     | NRD               | 20,89    | Q     |
| 5    | Chris Brathwaite  | Trynidad i Tobago | 21,02    |       |
| 6    | Colin Bradford    | Jamajka           | 21,04    |       |
| 7    | Altevir de Araújo | Brazylia          | 21,22    |       |
| 8    | Paweł Pawłow      | Bułgaria          | 21,35    |       |

#### Bieg 4
Wiatr: +1,83 m/s
| Poz. | Zawodnik              | Narodowość        | Rezultat | Uwagi |
| ---- | --------------------- | ----------------- | -------- | ----- |
| 1    | Pietro Mennea         | Włochy            | 20,60    | Q     |
| 2    | Nikołaj Sidorow       | ZSRR              | 20,83    | Q     |
| 3    | Leszek Dunecki        | Polska            | 20,87    | Q     |
| 4    | Andrew Bruce          | Trynidad i Tobago | 20,94    | Q     |
| 5    | Władimir Iwanow       | Bułgaria          | 20,96    |       |
| 6    | Paulo Roberto Correia | Brazylia          | 21,01    |       |
| 7    | Boubacar Diallo       | Senegal           | 21,10    |       |
| 8    | Tomás González        | Kuba              | 21,19    |       |

### Półfinały
Rozegrano dwa biegi półfinałowe. Do finału awansowało po czterech najlepszych zawodników z każdego biegu.

#### Bieg 1
Wiatr: −2,30 m/s
| Poz. | Zawodnik       | Narodowość        | Rezultat | Uwagi |
| ---- | -------------- | ----------------- | -------- | ----- |
| 1    | Silvio Leonard | Kuba              | 20,61    | Q     |
| 2    | Bernhard Hoff  | NRD               | 20,69    | Q     |
| 3    | Marian Woronin | Polska            | 20,75    | Q     |
| 4    | Allan Wells    | Wielka Brytania   | 20,75    | Q     |
| 5    | James Gilkes   | Gujana            | 20,87    |       |
| 6    | Peter Okodogbe | Nigeria           | 21,03    |       |
| 7    | Andrew Bruce   | Trynidad i Tobago | 21,16    |       |
| 8    | Ferenc Kiss    | Węgry             | 21,17    |       |

#### Bieg 2
Wiatr: +0,34 m/s
| Poz. | Zawodnik        | Narodowość      | Rezultat | Uwagi |
| ---- | --------------- | --------------- | -------- | ----- |
| 1    | Pietro Mennea   | Włochy          | 20,70    | Q     |
| 2    | Don Quarrie     | Jamajka         | 20,76    | Q     |
| 3    | Leszek Dunecki  | Polska          | 20,82    | Q     |
| 4    | Osvaldo Lara    | Kuba            | 20,93    | Q     |
| 5    | Olaf Prenzler   | NRD             | 21,00    |       |
| 6    | Joseph Arame    | Francja         | 21,05    |       |
| 7    | Nikołaj Sidorow | ZSRR            | 21,17    |       |
| 8    | Cameron Sharp   | Wielka Brytania | 21,24    |       |

### Finał
Wiatr: +0,88 m/s
| Poz. | Zawodnik       | Narodowość      | Rezultat | Uwagi |
| ---- | -------------- | --------------- | -------- | ----- |
| 1    | Pietro Mennea  | Włochy          | 20,19    |       |
| 2    | Allan Wells    | Wielka Brytania | 20,21    | [ 3 ] |
| 3    | Don Quarrie    | Jamajka         | 20,29    |       |
| 4    | Silvio Leonard | Kuba            | 20,30    |       |
| 5    | Bernhard Hoff  | NRD             | 20,50    |       |
| 6    | Leszek Dunecki | Polska          | 20,68    |       |
| 7    | Marian Woronin | Polska          | 20,81    |       |
| 8    | Osvaldo Lara   | Kuba            | 21,19    |       |